# François Thureau-Dangin

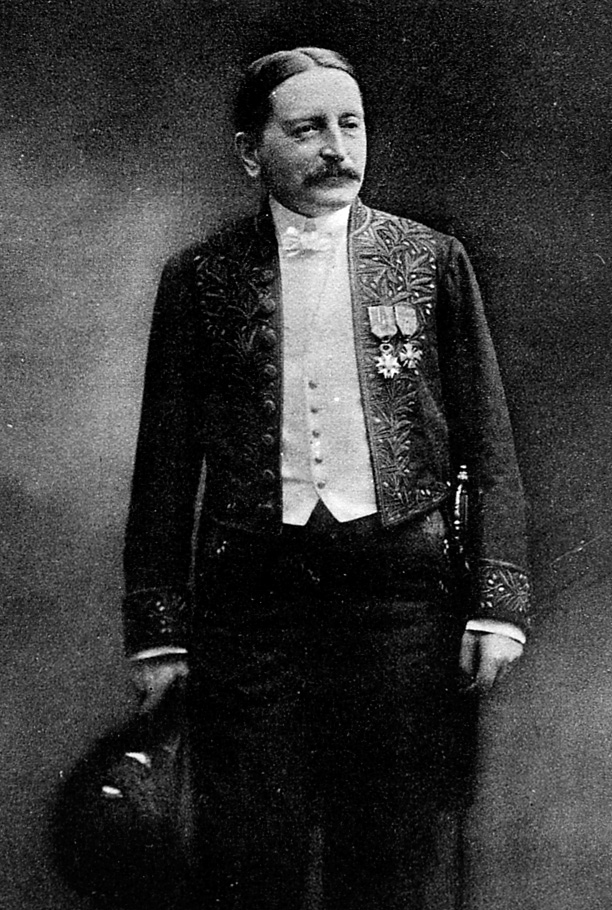
Thureau-Dangin auf einem Foto um das Jahr 1900.

Jean Geneviève François Thureau-Dangin (* 3. Januar 1872 in Paris; † 24. Januar 1944 ebenda) war ein französischer Altorientalist und Mathematikhistoriker.

## Leben und Leistungen
Thureau-Dangin war 1895 bis 1928 Chefkonservator am Louvre und ein führender Experte für babylonische Keilschrifttexte. Nachdem Jules Oppert schon 1869 den Begriff sumerisch verwendete, fehlten trotz einiger Hinweise die echten Beweise für eine Existenz eines vorakkadischen Volkes in Mesopotamien. Durch die Funde bilingualer Texte in Ninive sowie die Funde bei den Ausgrabungen von Ernest de Sarzec und Léon Heuzey in Girsu, der Residenzstadt des Herrschers des sumerischen Staates Lagaš, wurden immer mehr Zeugnisse einer sumerischen Sprache zutage gefördert. 20 Jahre nach der Benennung der Sprache und Kultur als sumerisch konnte sich der Begriff durchsetzten. Doch erst mit der Veröffentlichung der sumerischen Übersetzungen von Thureau-Dangin 1907 im Werk Die sumerischen und akkadischen Königsinschriften wurde die Sprache wissenschaftlich erschlossen. Ausgrabungen führte er in Til Barsip und Arslan Taş durch. Zusammen mit Georges Dossin begründete Thureau-Dangin die Rencontres Assyriologiques Internationales, eine Vereinigung von Altorientalisten, die häufig internationale Veranstaltungen ausrichtet. Er war seit 1917 Mitglied der Académie des inscriptions et belles-lettres und seit 1938 korrespondierendes Mitglied der British Academy.

## Schriften (Auswahl)
- Die sumerischen und akkadischen Königsinschriften (= Vorderasiatische Bibliothek. Band 1, Abt. 1, ZDB-ID 536309-3). Hinrichs, Leipzig 1907, (Digitalisat; Unveränderter fotomechanischer Nachdruck. Zentralantiquariat der DDR, Leipzig 1972).
- Rituels accadiens. Leroux, Paris 1921, (Digitalisat; Neudruck. Zeller, Osnabrück 1975, ISBN 3-535-01494-8).
- Textes mathématiques babyloniens (= Uitgaven van het Vooraziatisch-Egyptische Gezelschap Ex Oriente Lux. 1, ZDB-ID 1003947-8). Brill, Leiden 1938.